# Magnus Bradbury
Pour les articles homonymes, voir Bradbury.

a Compétitions nationales et continentales officielles uniquement.

b Matchs officiels uniquement.
Dernière mise à jour le 3 décembre 2024.
Magnus Bradbury, né le 23 août 1995, est un joueur international écossais de rugby à XV qui évolue au poste de troisième ligne aile avec Édimbourg Rugby en United Rugby Championship.

## Biographie

### Carrière amateur
Bradbury a commencé à jouer au rugby avec Oban Lorne Oban Lorne RFC (en). Depuis l'école secondaire d'Oban, Bradbury a ensuite obtenu une bourse pour étudier à l'école Merchiston Castle. 
En Avril 2015, il a remporté la Coupe écossaise avec Boroughmuir jouant et marquant deux essais lors de la finale gagnée 55-17 contre le club de Hawick.
Comme Oban est affilié à Glasgow, Bradbury a d'abord représenté le district de Glasgow (en) aux niveaux des moins de 16 ans et des moins de 17 ans, mais avec son transfert à Merchiston FC (en), il est entré dans la zone sous la houlette d'Édimbourg. Bradbury a ensuite représenté le district d'Édimbourg (en) avec les moins de 18 ans.

### Carrière en club
Magnus a fait ses débuts professionnels avec Édimbourg dans le match de Pro12 contre Leinster le 24 janvier 2014. 
Le 28 août 2017, Bradbury a été nommé capitaine de l'équipe d'Édimbourg pour la saison 2017-2018 du Pro14. Ce titre lui fut par la suite retiré le 24 octobre de la même saison, à la suite d'un problème de discipline hors du terrain.
En 2022, il quitte son pays et rejoint l'Angleterre où il s'engage avec les Bristol Bears. Deux ans plus tard, en 2024, Magnus Bradbury fait son retour dans son ancien club, à Édimbourg. Il est échangé contre Viliame Mata et signe un contrat de deux ans,.

### Carrière internationale
Bradbury a joué pour l'équipe d'Écosse des moins de 17 ans et des moins de 18 ans. Il a fait ses débuts internationaux avec les moins de 18 ans, en sortant du banc, contre l'Angleterre en mars 2013 – intégrant ensuite le XV de départ dans les victoires des moins de 18 ans sur l'Irlande et le pays de Galles. 
Ses débuts avec les l'équipe d'Écosse des moins de 20 ans ont eu lieu en janvier 2014 contre les Irlandais à Athlone. il a marqué son premier essai avec sa sélection contre l'Argentine lors du dernier match éliminatoire du Championnat du monde junior à Auckland. 
Il fit ses débuts une année après avec l'équipe d'Écosse à sept en 2015 au tournoi de Dubai, atteignant la finale de la plate. 
Le samedi 19 novembre 2016, Bradbury obtient sa première sélection chez l'équipe senior écossaise. Il débute ainsi un test match au poste de numéro 6 contre l'Argentine, jouant un rôle important dans la remarquable performance écossaise, soldée par une victoire 19-16 dans l'antre de Murrayfield, contre une équipe argentine qui venait juste de d'atteindre les quarts de finale de la Coupe du monde. 
Le 8 septembre 2019, il est convoqué par Gregor Townsend dans le groupe pour la Coupe du monde 2019 remplaçant Jamie Ritchie, blessé. 
En février 2024, il est convoqué pour préparer la troisième journée du  Tournoi des Six Nations.